# 约翰·兰登
约翰·兰登（John Langdon，1741年6月26日—1819年9月18日），是一名来自新罕布什尔州朴茨茅斯的一名政治家，他也代表新罕布什尔州担任前两届的联邦参议员。兰登早期支持美国独立战争，并在大陆会议中效力。他在美国参议院任职12年，其中包括首任美国国会参议院临时参议长，随后他担任新罕布什尔州州长。1812年，他辞去美国副总统的提名，之后退休并在1819年去世。

## 生平

### 早期生涯
他的父亲是一名富裕的农场主和当地船舶制造商，在1660年前，他们从英格兰康沃尔迁居到美国，并成为首批落户到皮斯卡塔夸河海口的移民家庭。这个港口就是后来的朴茨茅斯、新英格兰地区的主要海港之一。兰登在当地的一所学堂学习，之后他担任学徒书记员。他和兄长伍德伯里·兰登拒绝了继承父亲农场的机会而去海边为当地运输商工作。
22岁时候，他成为安德洛玛刻号的船长，运输于西印度群岛之间。四年后，他独立成为商人，并逐渐拥有一只包括数艘渔船的船队，在朴茨茅斯、加勒比海、伦敦之间航行。他的兄长甚至在国际贸易中获得更大的成就，并在1777年成为当地最富有的公民。
大不列颠政府控制的海运贸易很大限度上伤害了兰登的商业，并促使他在18世纪70年代，成为美国独立运动的忠实和积极支持者。他担任新罕布什尔通讯委员会成员，并参加一系列独立活动。1774年，他参加扣押和没收来英国军需品。

### 参与政治

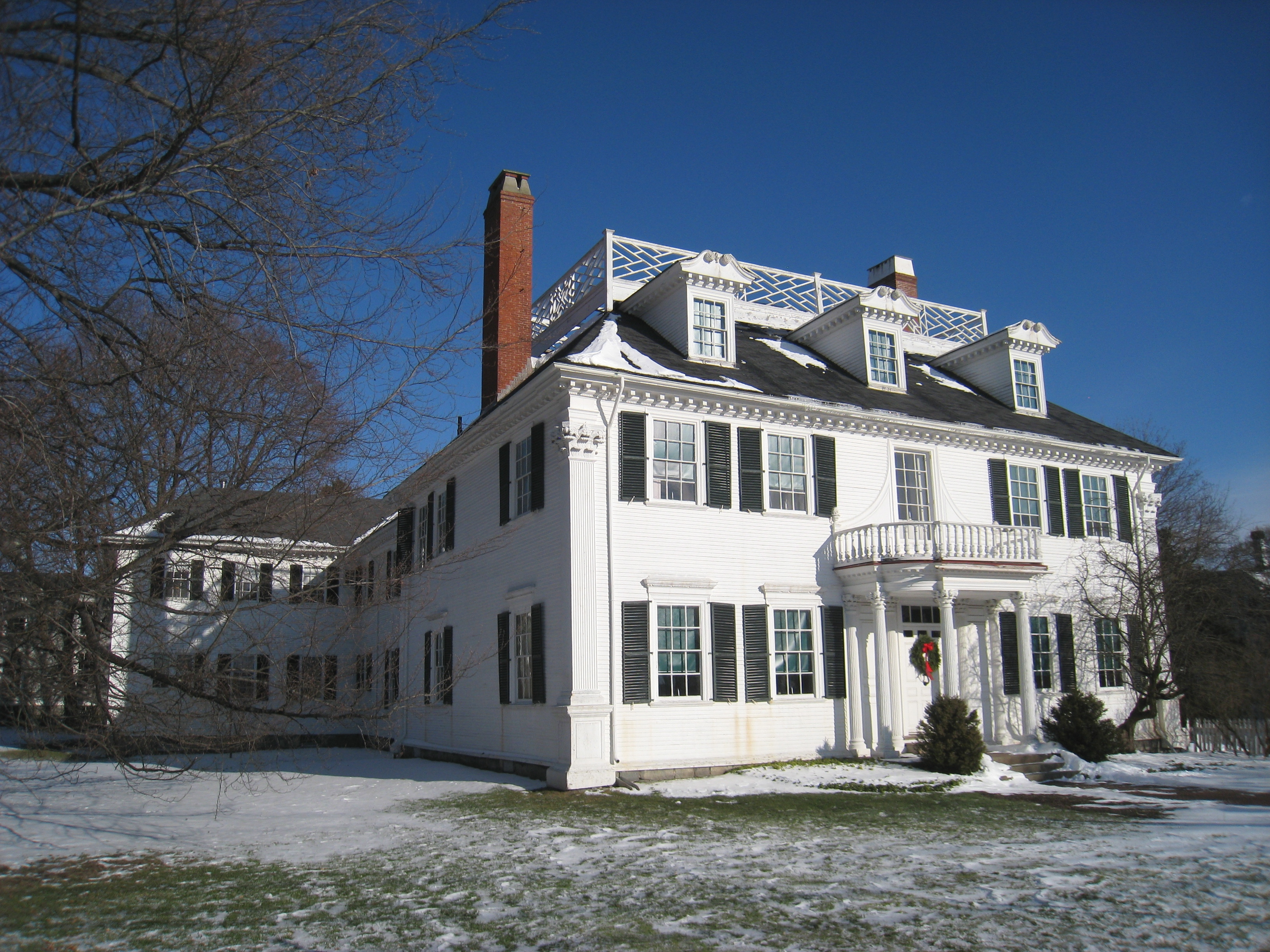
位于朴茨茅斯的约翰·兰登州长官邸

1775年至1776年，他参加并担任第二次大陆会议成员，并在1776年，代表大陆军使者对抗不列颠王国，并监督指挥了数列战舰的建造，包括罗利号战舰、美国号战舰、兰杰号战舰，后者由约翰·保罗·琼斯担任船长。1777年，他组织远征军抵抗大不列颠，参加本宁顿之战，并在萨拉托加之役、罗德岛之役中指挥兰登轻骑连。
在独立战争结束后，1784年，他返回朴茨茅斯修建住邸，即现在的约翰·兰登州长官邸。在1785年至1786年、1788年至1789年，他两次担任新罕布什尔州州长。并在1787年参加邦联议会，并成为1787年美国制宪会议代表，并在会议上签字。他在反对奴隶制问题上非常坚持，并参与二十多次讨论；此外他支持建立一个强大的中央政府。1789年3月至1801年3月，他当选为美国联邦参议员。1789年4月6日，他当选为美国国会参议院临时参议长，并在第二期国会上连任。在参议院工作时期，他的政治立场开始转变。他曾经因支持建立强有力的中央政府而成为联邦党人，但在华盛顿通过《杰伊条约》后，他开始反对联邦党人政策， 并在1801年后成为民主共和党人。
1798年，他成功协助奥妮·贾奇摆脱乔治·华盛顿侄子伯韦尔·巴塞特的纠缠。当时巴塞特准备绑架贾奇，并把她囚禁带回弗吉尼亚州。
1801年至1805年，他最后担任新罕布什尔州议会成员，并担任两期的发言人。1805年至1812年，他当选为新罕布什尔州州长。1812年，詹姆斯·麦迪逊提名兰登为副总统人选，但是他辞去提名，并随后退休。1819年，他死于家乡朴茨茅斯，葬于北部墓地。
他死后，新罕布什尔州兰登镇以他命名。